# París-Roubaix 1989
La 87.ª edición de la carrera ciclista París-Roubaix tuvo lugar el 9 de abril de 1989 y fue ganada por el belga Jean-Marie Wampers. La prueba contó con 265 kilómetros.

## Clasificación final
| Posición | Ciclista                | Equipo       | Tiempo     |
| -------- | ----------------------- | ------------ | ---------- |
| 1        | Jean-Marie Wampers      | Panasonic    | 6h 46' 45" |
| 2        | Dirk de Wolf            | Hitachi      | m. t.      |
| 3        | Edwig Van Hooydonck     | Superconflex | + 59"      |
| 4        | Gilbert Duclos-Lassalle | Z-Peugeot    | m. t.      |
| 5        | Eddy Planckaert         | AD Renting   | m. t.      |
| 6        | Marc Madiot             | Toshiba      | m. t.      |
| 7        | Herman Frison           | Histor-Sigma | + 4' 27"   |
| 8        | Jacques Hanegraaf       | TVM          | m. t.      |
| 9        | Urs Freuler             | Panasonic    | m. t.      |
| 10       | Johan Lammerts          | AD Renting   | m. t.      |